# Christophe Vincent
Christophe Vincent (* 8. November 1992 in Bastia) ist ein französischer Fußballspieler.

## Karriere
Vincent wurde 2009 in die Reservemannschaft des französischen Profiklubs SC Bastia auf Korsika aufgenommen. Der zu diesem Zeitpunkt 16-Jährige verbuchte zuerst sporadische und dann häufigere Einsätze, bis er am 3. Oktober 2011 für das Zweitligaspiel Bastias gegen die US Boulogne in den Kader berufen wurde und bei dem 3:1-Erfolg in der 66. Minute eingewechselt wurde; dementsprechend erreichte er mit 18 Jahren sein Zweitliga- und damit sein Profidebüt. Er kam im weiteren Verlauf der Saison auf gelegentliche Einsätze und hatte so Anteil am 2012 erreichten Aufstieg in die höchste französische Spielklasse; zur selben Zeit wurde er mit einem Profivertrag ausgestattet.
Dennoch konnte er seine Bedeutung in der Mannschaft nicht steigern und musste bis zum 17. November 2012 auf sein Erstligadebüt warten, wonach er noch ein weiteres Mal auflief. Angesichts dessen entschieden sich die Verantwortlichen im Sommer 2013, ihn an den in die zweite Liga aufgestiegenen Stadtrivalen CA Bastia zu verleihen. Dort kam er auf regelmäßige Einsätze, musste aber 2014 den Abstieg hinnehmen und kehrte kurz darauf zum SC zurück. In dessen Erstligateam spielte er allerdings weiterhin keine Rolle, sodass er den Verein im Vorfeld der Spielzeit 2015/16 verließ und zum ebenfalls auf Korsika angesiedelten Zweitligisten AC Ajaccio wechselte. Bei diesem wurde er regelmäßig aufgeboten, konnte mit seiner neuen Mannschaft im ersten Jahr allerdings nur knapp die Klasse halten. Nach dem 11. Platz im Folgejahr wechselte Vincent für eine kurze Zeit nach Belgien, ehe er im Oktober 2018 wieder zum SC Bastia zurückkehrte.